# Kuo Po-cheng
Kuo Po-Cheng (chinesisch 郭柏成, Pinyin Guō Bǎichéng; * 15. Januar 1978 in Neu-Taipeh) ist ein taiwanischer Poolbillardspieler. Er wurde 2005 und 2010 Vizeweltmeister im 9-Ball.

## Karriere
Bei der 9-Ball-Weltmeisterschaft 2003 belegte Kuo den 65. Platz. Bei der San Miguel Tour gelang es ihm im gleichen Jahr einmal, den fünften Platz zu belegen. 2004 war sein bestes Ergebnis bei der San Miguel Tour ein neunter Platz. Bei der 9-Ball-WM 2004 erreichte er das Halbfinale, das er mit 4:11 gegen den späteren Weltmeister Alex Pagulayan verlor. 2005 gelang ihm nach Siegen gegen Steve Davis, Roman Hybler und Rodney Morris der Einzug ins WM-Finale, in dem er seinem Landsmann Wu Chia-Ching mit 16:17 unterlag. Im gleichen Jahr gelang es ihm bei der World Pool League den dritten Platz zu belegen und als bestes Ergebnis bei der San Miguel Tour den fünften Platz zu erreichen.
2006 erreichte Kuo bei den BCA Open den 17., sowie anschließend bei den US Open den 33. Platz. Bei der 9-Ball-WM schied er im Achtelfinale gegen den späteren Weltmeister Ronato Alcano aus, nachdem er unter anderem Marlon Manalo besiegt hatte.
Bei den BCA Open 2007 kam Kuo auf den 33. Platz, bei der 9-Ball-WM unterlag er nach Siegen gegen Oliver Ortmann und Corey Deuel im Viertelfinale dem späteren Vizeweltmeister Roberto Gomez.
Bei der 10-Ball-Weltmeisterschaft 2008 belegte Kuo den 65. Platz. Bei den Japan Open kam er 2008 auf den 17. Platz und erreichte 2009 den fünften Platz.
Bei den Philippines Open belegte er 2009 den 26. Platz. Nachdem er bei den China Open Fünfter geworden war, kam er bei den Qatar International Open auf den 17. Platz.
Bei den World Games 2009 schied Kuo im Achtelfinale gegen den Amerikaner Shane van Boening aus. Bei der 10-Ball-WM unterlag er dem Schweden Marcus Chamat in der Runde der letzten 64 mit 7:9.
2010 erreichte Kuo beim World Pool Masters das Sechzehntelfinale, in dem er gegen den späteren Finalisten Tōru Kuribayashi ausschied. Bei den unmittelbar im Anschluss an das Masters stattfindenden US Open belegte er den 17. Platz. Bei der 9-Ball-WM erreichte er 2010 zum zweiten Mal ein WM-Finale, verlor dieses aber mit 7:13 gegen den Philippiner Francisco Bustamante. Im November 2010 gewann Kuo bei den Asienspielen im Finale gegen Ibrahim Bin Amir die Goldmedaille im 8-Ball.
Bei der 8-Ball-WM 2011 belegte Kuo Po-Cheng den 33. Platz. Bei den Philippines Open erreichte er den 17. und bei den Beijing Open den 32. Platz. Bei der 10-Ball-WM und bei der 9-Ball-WM kam er jeweils auf den 33. Platz. Bei den dazwischen stattfindenden China Open wurde er Neunter.
Bei der World Series of Pool erreichte er 2011 den fünften Platz.
2012 erreichte Kuo bei der 8-Ball-WM, wie schon bei den drei Weltmeisterschaften 2011 die Runde der letzten 64. Im November 2012 wurde er Neunter bei den Japan Open.
Bei den 9-Ball-Weltmeisterschaften 2013 und 2014 schied Kuo jeweils mit nur einem Sieg in der Vorrunde aus. Im November 2015 erreichte er das Viertelfinale der Japan Open und verlor dort mit 10:11 gegen Ronato Alcano.